# Cintanagara (Jatinagara)
Cintanagara is een bestuurslaag in het regentschap Ciamis van de provincie West-Java, Indonesië. Cintanagara telt 4484 inwoners (volkstelling 2010).